# Брондело
Брондѐло (на италиански: Brondello; на пиемонтски: Brondel, Брондел, на окситански: Broundel, Брундел) е село и община в Северна Италия, провинция Кунео, регион Пиемонт. Разположено е на 467 m надморска височина. Населението на общината е 319 души (към 2010 г.).